# 田村站 (北京市)
田村站是一个位于中国北京市海淀区田村路街道田村路与旱河路交叉口，属于北京地铁6号线的地铁车站。6号线部分已于2018年12月30日启用。

## 车站设计
田村站6号线站体位于田村路下方，主体为双柱三跨地下二层结构，呈东西走向，车站结构长288米，底板埋深29米，覆土11.93米；规划中的3号线站体位于玉泉路、旱河路下方，呈南北走向。

### 车站楼层
| 地面层          | 街道                        | A—D出入口                        |
| 地下一层 站厅层 | 站厅                        | 客务中心、自动售票机、进出站闸机 |
| 地下二层 站台层 |                             | █ 6号线往金安桥（廖公庄）        |
| 地下二层 站台层 | 岛式站台，左側開门          |                                  |
| 地下二层 站台层 | █ 6号线往潞城（海淀五路居） |                                  |

### 站厅
田村站6号线站厅付费区分为东西两部分，非付费区内设有连接两个站厅的廊道。

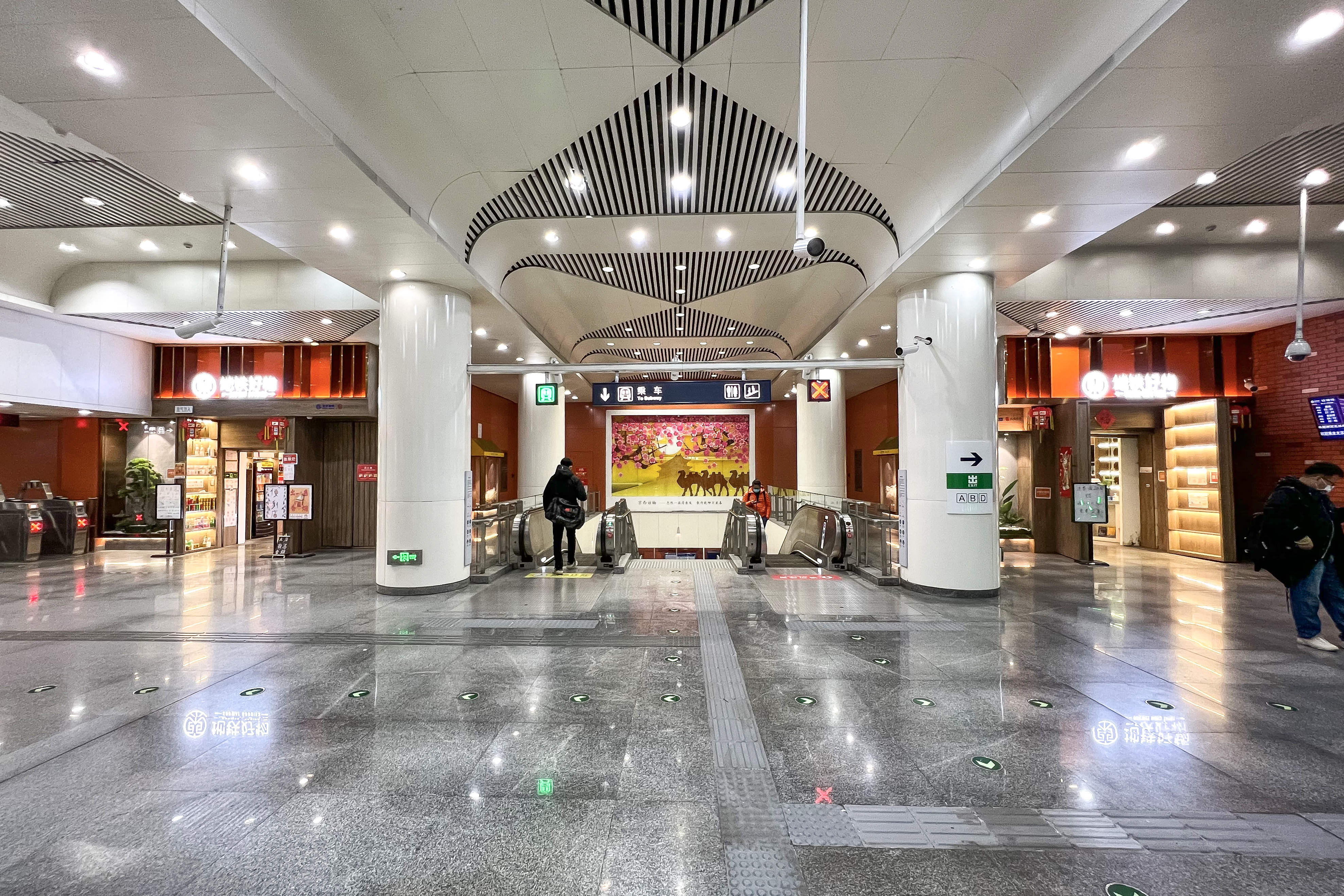
西站厅（2023年3月摄）
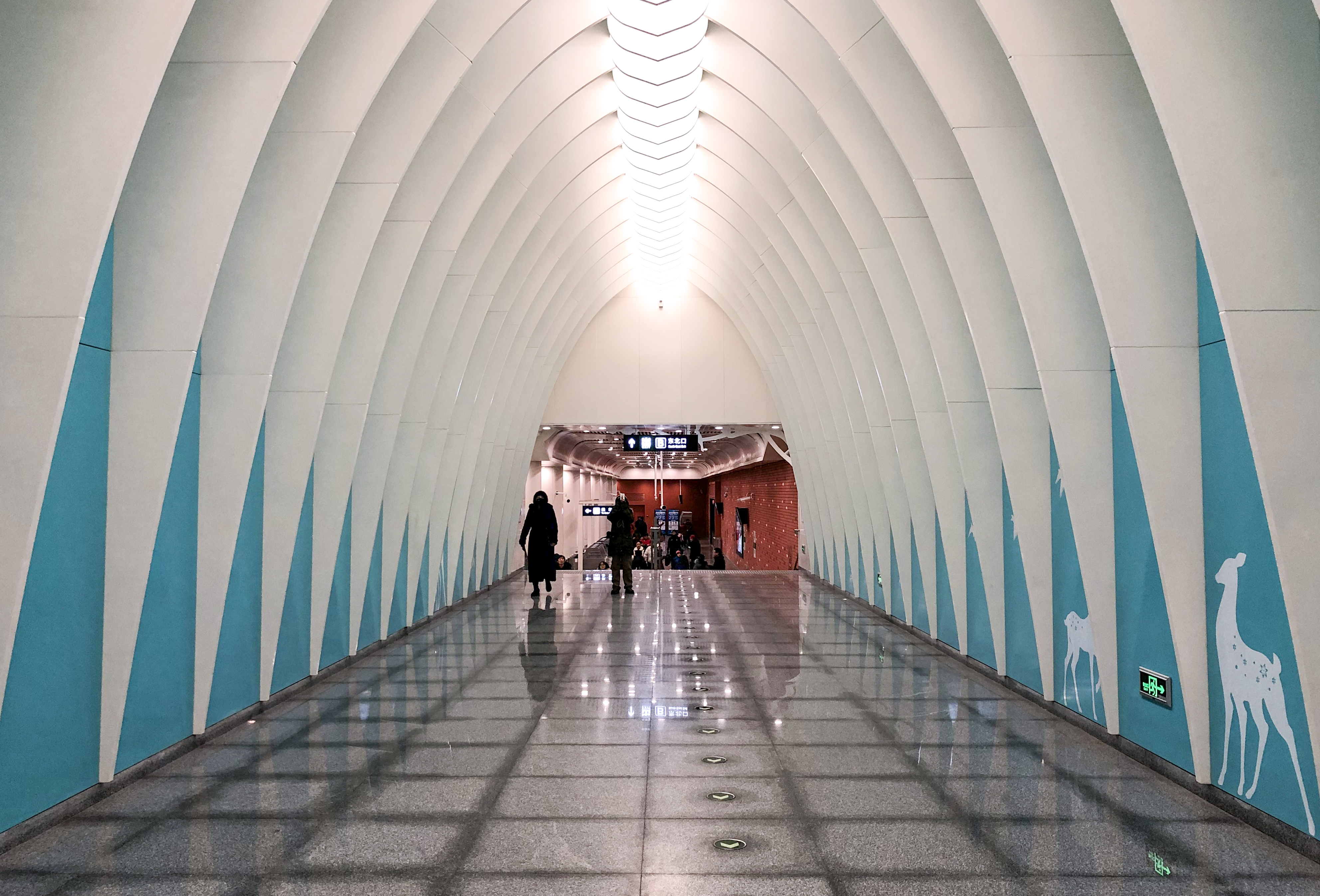
连接东西两站厅的廊道（2018年12月摄）
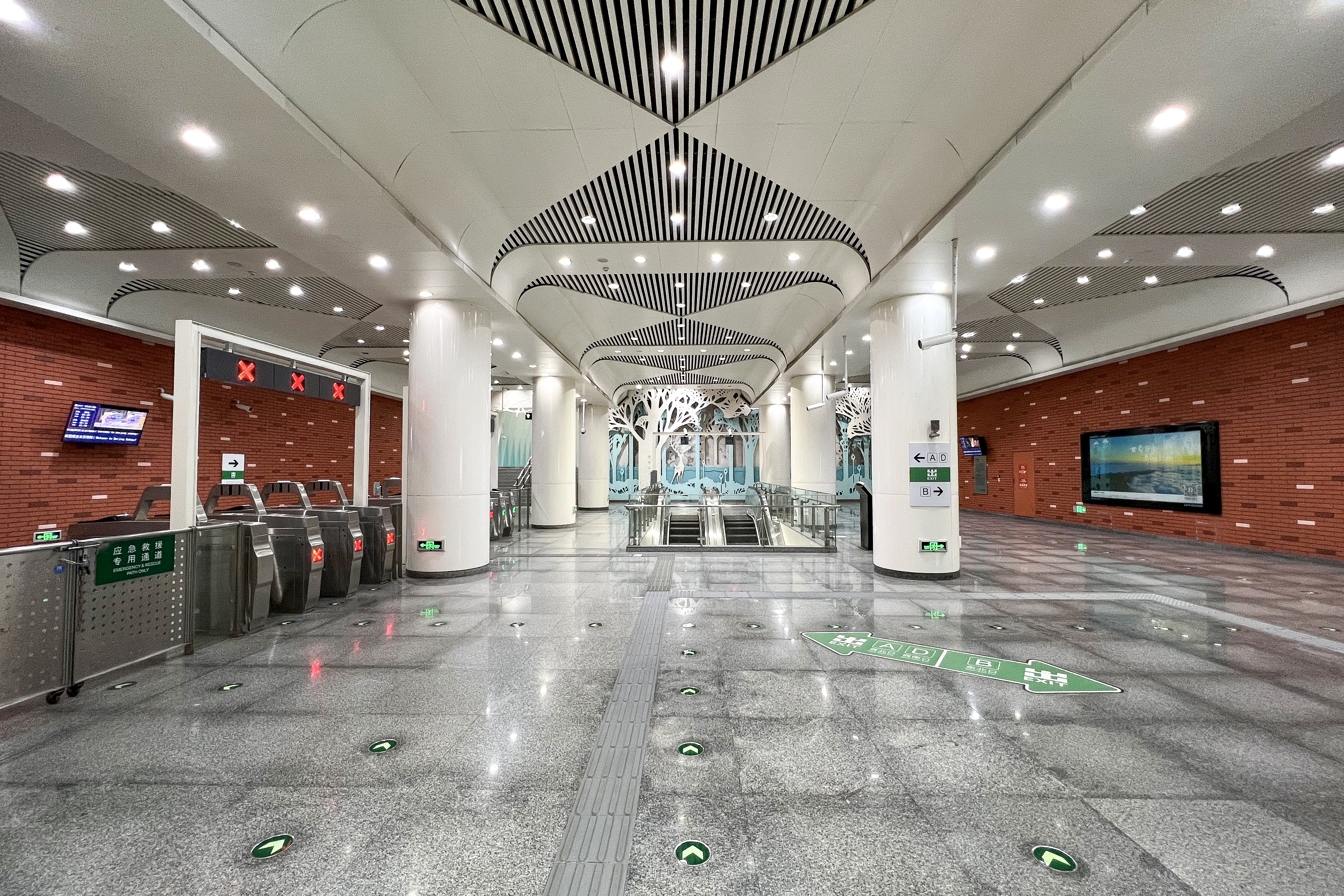
东站厅（2023年3月摄）

### 站台
田村站6号线站台为14米宽岛式站台，位于田村路地底。

### 车站艺术
- 东大堂端头墙设有题为《白夜森林》的艺术墙[4][5]，利用古典建筑与光影变化的结合营造出梦境效果，给行人以无限的遐想空间[6]。
- 西站厅至站台的扶梯口眉头墙设有题为《京西访梅》的壁画[4][5][7]，取法元代诗人王冕咏诵梅花的诗句“忽然一夜清香发，散作乾坤万里春”，描绘了京西初春梅花盛开、大地复苏的惊蛰时节之景象[8]。
- 站台层楼梯下方的马赛克镶嵌作品《大漠丝雨 海上生花》[4][5]兼具座椅功能，描绘了陆上丝绸之路和海上丝绸之路中具有代表性的敦煌壁画和航海大宝船形象[9]。

- 《白夜森林》
- 西站厅与《京西访梅》
- 《大漠丝雨 海上生花》

## 出入口
田村站设有4个出入口：A口位于旱河路与田村路交口的西北象限，B口位于田村路与旱河路交口东北侧的京粮广场下沉广场内，C口位于玉泉路与田村路交口的东南象限，D口位于玉泉路与田村路交叉口西南侧，其中C出入口缓建。
|                       |        |                                  |      |            |
| 编号                  | 指示   | 建议前往的目的地                 | 照片 | 无障碍设施 |
| 出口 · A              | 旱河路 | 旱河路、田村路                   |      | 不適用     |
| 出口 · B              | 田村路 | 旱河路、田村路、京粮广场         |      | 不適用     |
| 出口 · D · 升降机标志 | 玉泉路 | 玉泉路、田村路、阜石路、兰德华庭 |      |            |
| 註： 設有             |        |                                  |      |            |

2015年底开始，田村站施工方针对D出入口与京粮广场的一体化设计进行了多轮协商谈判，最终达成一致，但截至2021年5月下沉广场本身仍未完工，由B口前往京粮广场仍需上行至地面。另外，D出入口还设有风雨连廊。